# Rue de l'Étoile
Rue de l'Étoile är en gata i Quartier des Ternes i Paris sjuttonde arrondissement. Gatans namn syftar på Place de l'Étoile (dagens Place Charles-de-Gaulle) och Boulevard de l'Étoile (dagens Avenue de Wagram). Rue de l'Étoile börjar vid Avenue de Wagram 25–29 och slutar vid Avenue Mac-Mahon 20.

## Omgivningar
- Saint-Ferdinand-des-Ternes
- Triumfbågen
- Comédie-Wagram
- Place des Ternes
- Avenue de Wagram
- Rue de Montenotte
- Rue Brey
- Rue Troyon

## Bilder
| - Gatuskylt. - Saint-Ferdinand-des-Ternes. - Triumfbågen. |

## Kommunikationer
- Tunnelbana – linje  – Ternes
- Busshållplats Ternes – Mac-Mahon – Paris bussnät

### Webbkällor
- ”Rue de l'Étoile”. Mairie de Paris. https://web.archive.org/web/20190905051231/http://www.v2asp.paris.fr/commun/v2asp/v2/nomenclature_voies/Voieactu/3426.nom.htm. Läst 19 november 2023.
- ”Rue de l'Étoile (17ème arrondissement)”. Les rues de Paris. https://web.archive.org/web/20160419010215/http://www.parisrues.com/rues17/paris-17-rue-de-l-etoile.html. Läst 19 november 2023.